# ام‌العمد، سلمیه
ام‌العمد (به عربی: أم العمد) یک روستا در سوریه است که در ناحیه مرکزی سلمیه واقع شده‌است. ام‌العمد ۹۰۸ نفر جمعیت دارد.